# San Costantino Calabro
San Costantino Calabro – miejscowość i gmina we Włoszech, w regionie Kalabria, w prowincji Vibo Valentia.
Według danych na rok 2004 gminę zamieszkiwało 2308 osób, 329,7 os./km².